# Wegkapelle (Neuwelt)

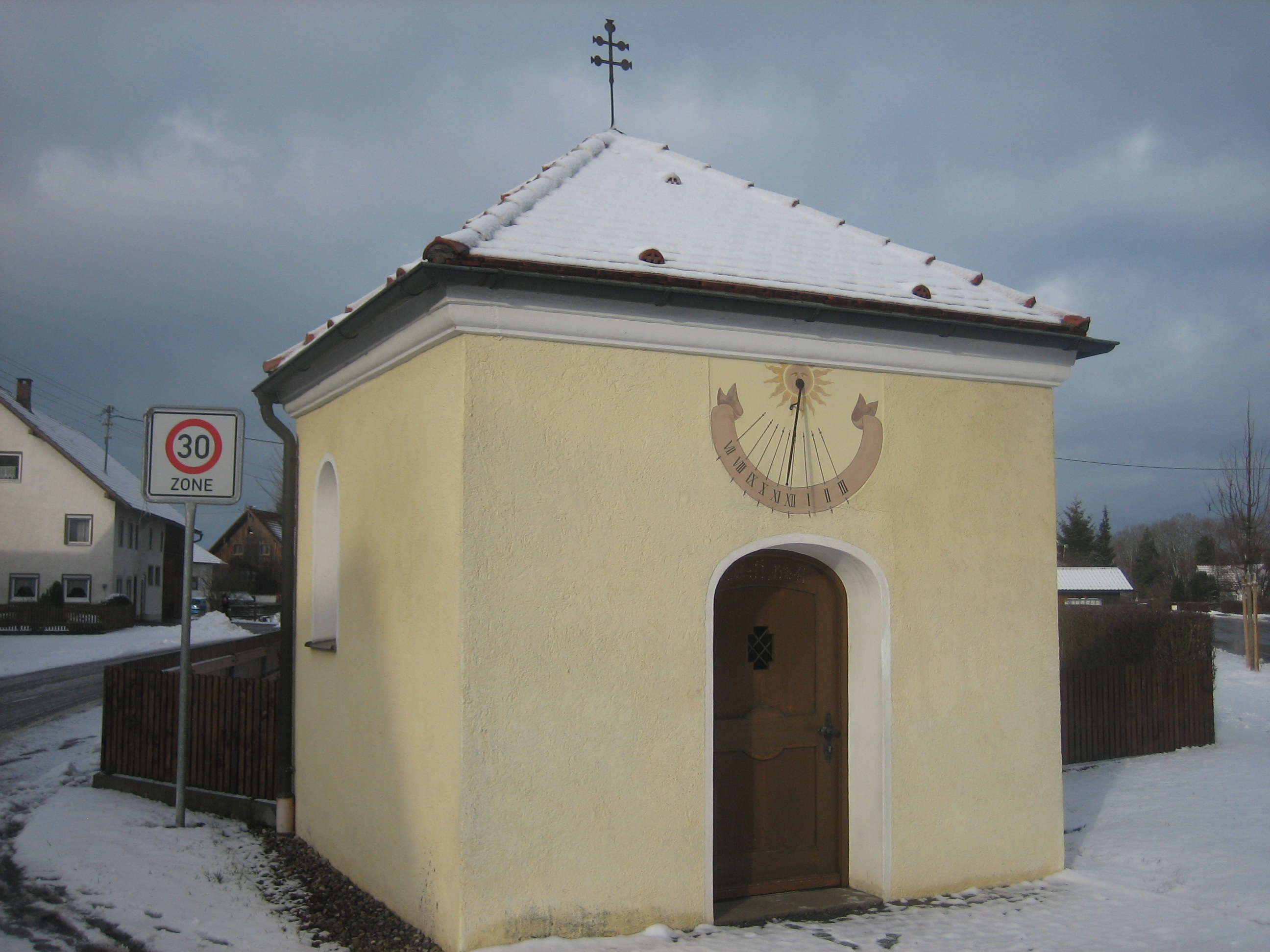
Wegkapelle in Neuwelt bei Lautrach

Die römisch-katholische Wegkapelle befindet sich in Neuwelt, einem Ortsteil von Lautrach im Landkreis Unterallgäu in Bayern. Die unter Denkmalschutz stehende Kapelle befindet sich in der Mitte des Ortes.

## Beschreibung
Der kleine Bau mit dreiseitigem Schluss wurde im 18. Jahrhundert errichtet. Die Kapelle trägt ein Zeltdach und besitzt innen ein flaches Tonnengewölbe. Rechts und links sind zwei kleine Rundbogenfenster angebracht. Über dem korbbogigen Eingang befindet sich eine Sonnenuhr. Der Altar besteht aus marmoriertem Holz und wurde wohl in der Mitte des 18. Jahrhunderts geschaffen. Das Altarbild ist eine moderne Kopie des Gnadenbildes Unserer Lieben Frau von der immerwährenden Hilfe. Umgeben ist das Altarbild von Halb- und gedrehten Freisäulen.

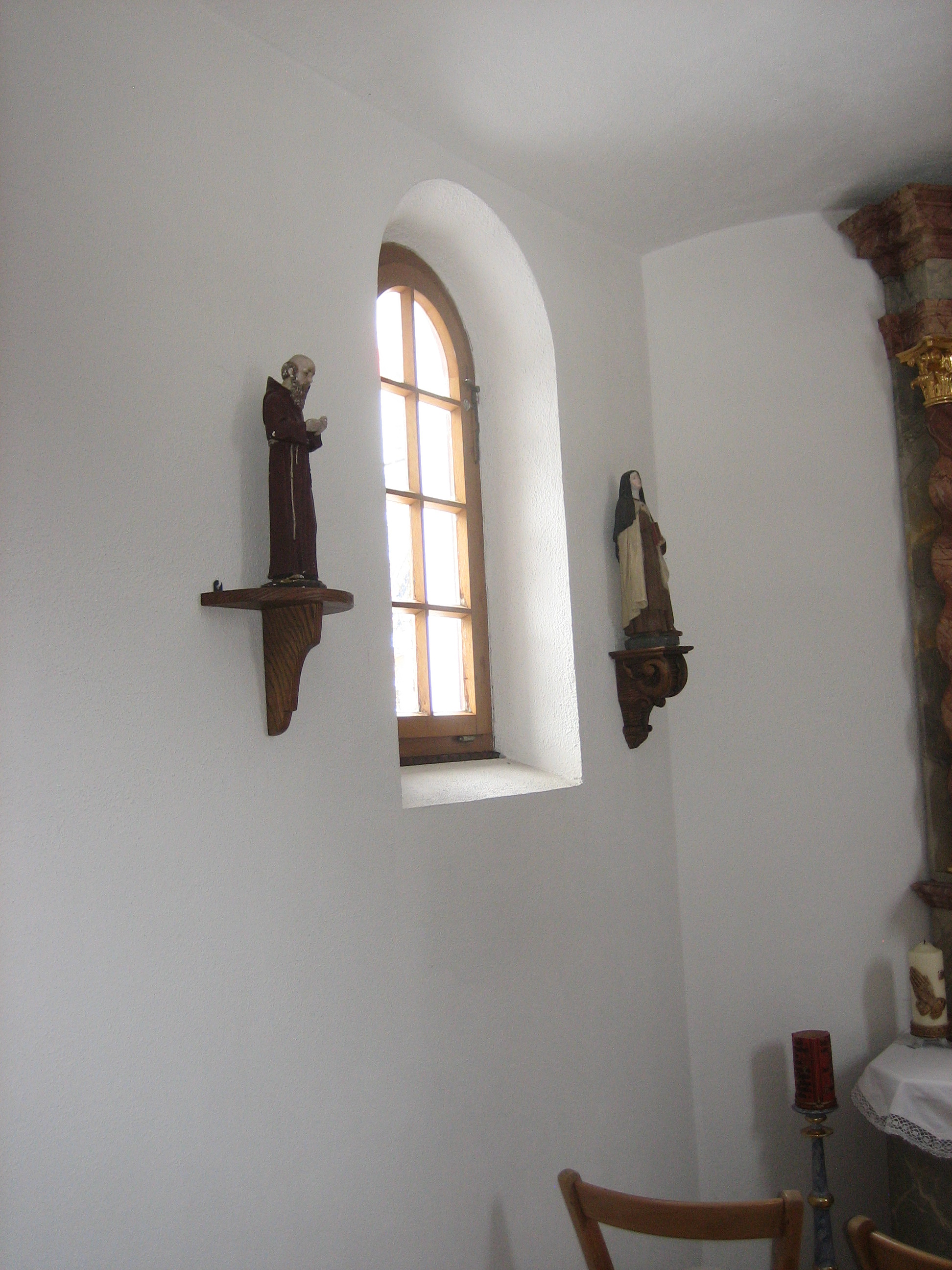
Linkes Fenster der Kapelle
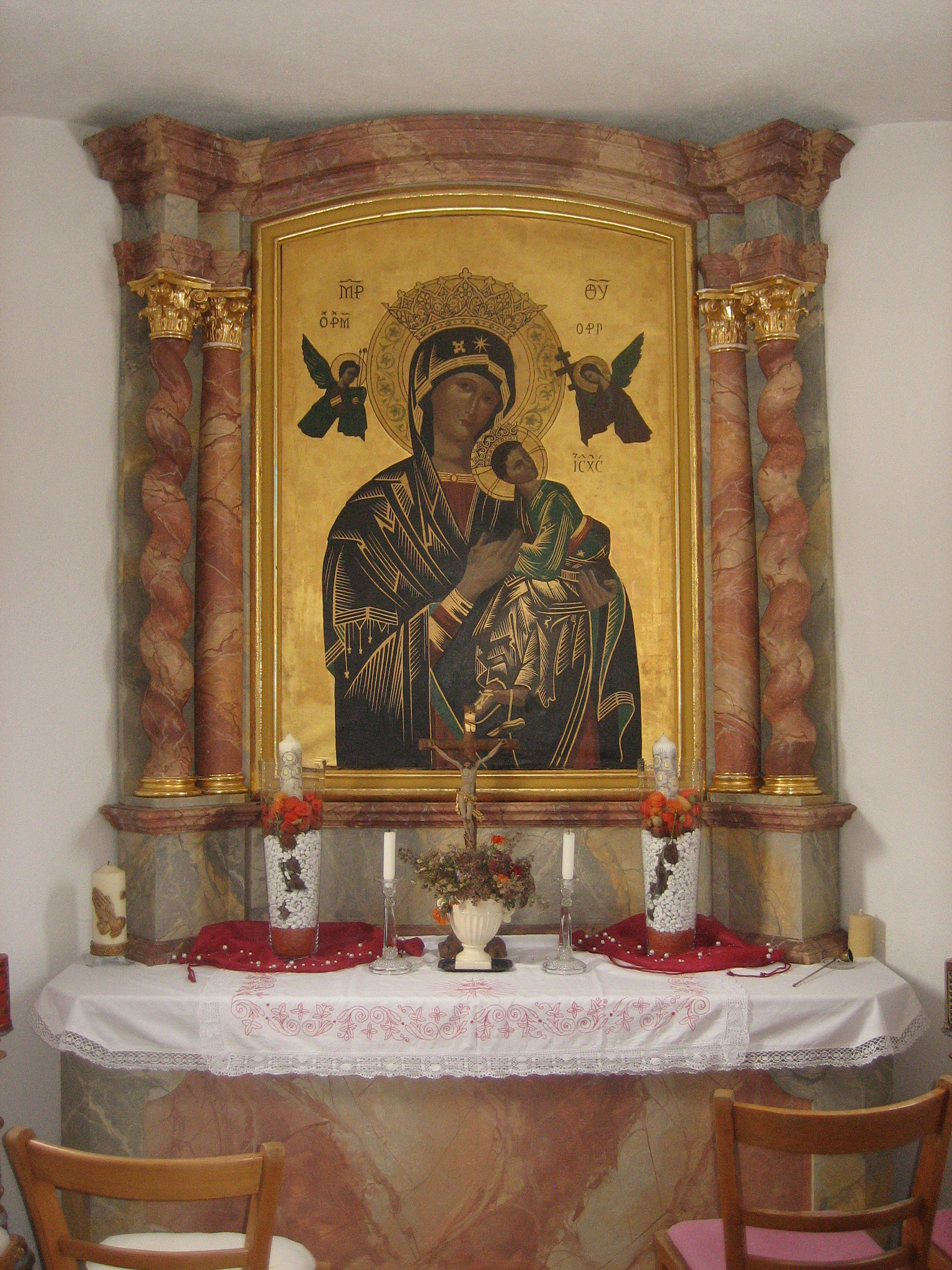
Altarbild der Kapelle
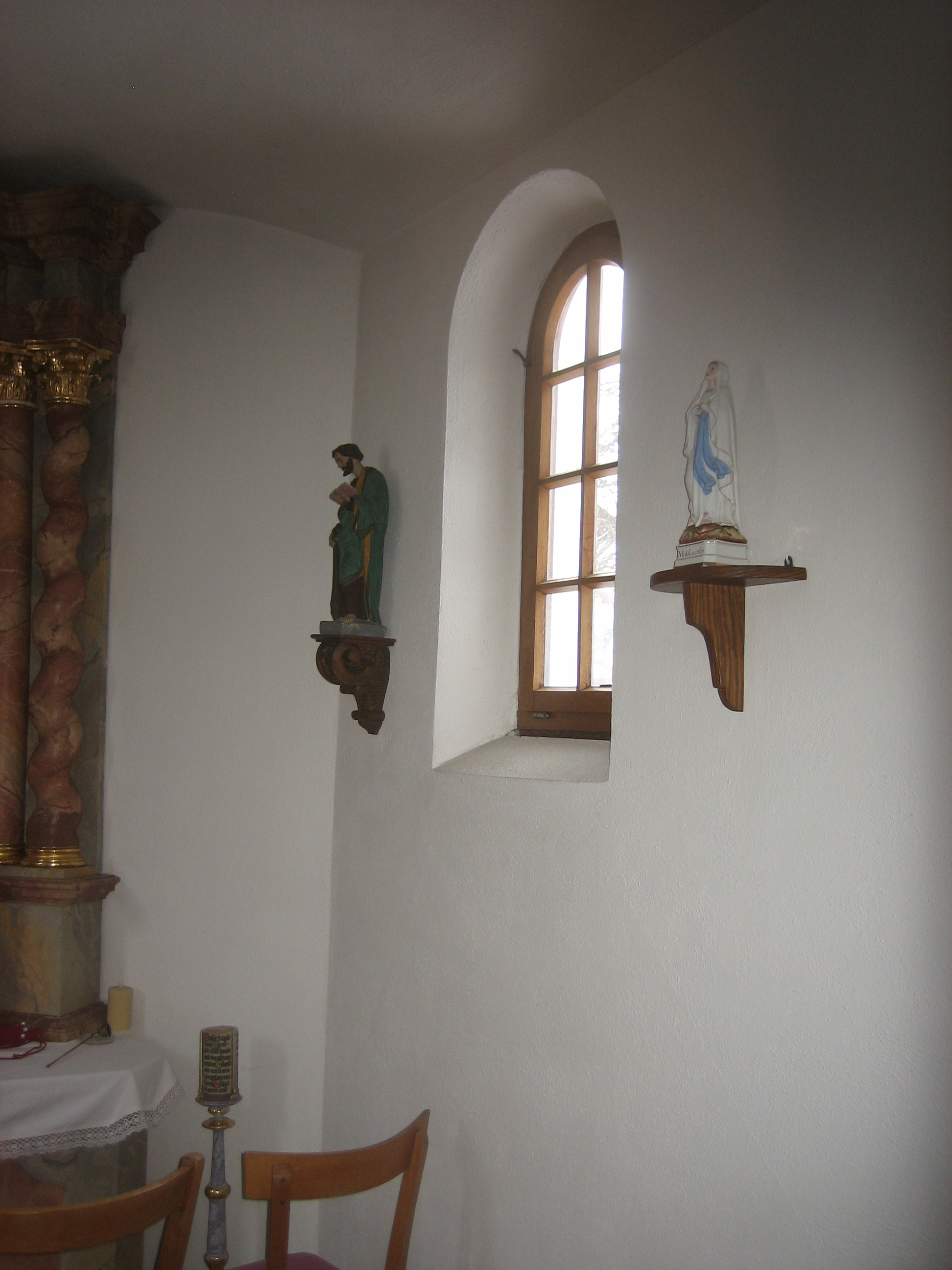
Rechtes Fenster der Kapelle